# Classements mondiaux de la Fédération équestre internationale
Cette page liste les classements mondiaux des meilleurs cavaliers établis par la FEI dans les compétitions internationales de leurs disciplines équestres respectives.

## Saut d'obstacles

Logo du classement jumping au nom du sponsor.

Ce classement porte le nom de son sponsor, FEI Rolex Ranking puis FEI Longines Ranking depuis janvier 2013 et jusqu'en 2023.
Les dix premiers selon la liste publiée le  29/02/2024, prenant les résultats des compétitions du  01/03/2023 au 29/02/2024 : 
| Rang | Rang précédent | Cavalier              | Pays   | Points |
| ---- | -------------- | --------------------- | ------ | ------ |
| 1    | 1              | VON ECKERMANN, Henrik | SWE 🇸🇪 | 3525   |
| 2    | 2              | MAHER, Ben            | GBR 🇬🇧 | 3409   |
| 3    | 3              | GUERDAT, Steve        | SUI 🇨🇭 | 3080   |
| 4    | 5              | EPAILLARD, Julien     | FRA 🇫🇷 | 3003   |
| 5    | 4              | FARRINGTON, Kent      | USA 🇺🇸 | 2987   |
| 6    | 6              | FUCHS, Martin         | SUI 🇨🇭 | 2850   |
| 7    | 7              | DELESTRE, Simon       | FRA 🇫🇷 | 2832   |
| 8    | 9              | KÜHNER, Max           | AUT 🇦🇹 | 2770   |
| 9    | 11             | VOGEL, Richard        | GER 🇩🇪 | 2732   |
| 10   | 8              | WARD, Mclain          | USA 🇺🇸 | 2675   |

## Dressage
Les dix premiers selon les résultats au 11 février 2019 :
| Rang | Rang précédent | Cavalier             | Cheval                  | Pays        | Points |
| ---- | -------------- | -------------------- | ----------------------- | ----------- | ------ |
| 1    | 1              | Isabell Werth        | Weihegold Old           | Allemagne   | 2723   |
| 2    | 2              | Laura Graves         | Verdades                | États-Unis  | 2717   |
| 3    | 3              | Isabell Werth        | Bella Rose 2            | Allemagne   | 2690   |
| 4    | 4              | Isabell Werth        | Emilio 107              | Allemagne   | 2629   |
| 5    | 5              | Helen Langehanenberg | Damsey Frh              | Allemagne   | 2437   |
| 6    | 6              | Charlotte Dujardin   | Mount St John Freestyle | Royaume-Uni | 2416   |
| 7    | 7              | Dorothée Schneider   | Sammy Davis Jr.         | Allemagne   | 2413   |
| 8    | 11             | Kasey Perry-Glass    | Goerklintgaards Dublet  | États-Unis  | 2370   |
| 9    | 8              | Edward Gal           | Glock’s Zonik N.o.p     | Pays-Bas    | 2321   |
| 10   | 73             | Patrik Kittel        | Delauney Old            | Suède       | 2299   |

## Concours complet
Les dix premiers selon les résultats au 10 février 2019 :
| Rang | Rang précédent | Cavalier        | Pays             | Points |
| ---- | -------------- | --------------- | ---------------- | ------ |
| 1    | 1              | Oliver Townend  | Royaume-Uni      | 569    |
| 2    | 2              | Rosalind Canter | Royaume-Uni      | 564    |
| 3    | 3              | Tim Price       | Nouvelle-Zélande | 514    |
| 4    | 4              | Michael Jung    | Allemagne        | 400    |
| 5    | 5              | Gemma Tatersall | Royaume-Uni      | 391    |
| 6    | 6              | Tom McEwen      | Royaume-Uni      | 489    |
| 7    | 7              | Jonelle Price   | Nouvelle-Zélande | 384    |
| 8    | 8              | Piggy French    | Royaume-Uni      | 378    |
| 9    | 9              | Ingrid Klimke   | Allemagne        | 355    |
| 10   | 10             | Phillip Dutton  | États-Unis       | 352    |

## Attelage
Les dix premiers meneurs à quatre chevaux selon les résultats de février 2019 :
| Rang | Meneur               | Pays       | Points |
| ---- | -------------------- | ---------- | ------ |
| 1    | Boyd Exell           | Australie  | 30     |
| 2    | Bram Chardon         | Pays-Bas   | 27     |
| 3    | Koos De Ronde        | Pays-Bas   | 24     |
| 4    | Jérôme Voutaz        | Suisse     | 20     |
| 5    | Ijsbrand Chardon     | Pays-Bas   | 19     |
| 6    | Glenn Geerts         | Belgique   | 17     |
| 7    | József Dobrovitz Jr. | Hongrie    | 15     |
| 8    | Edouard Simonet      | Belgique   | 13     |
| 8    | Chester Weber        | États-Unis | 13     |
| 10   | Benjamin Aillaud     | France     | 6      |

## Endurance
Les dix premiers selon les résultats au 30 novembre 2015 :
| Rang | Rang précédent | CavAlier             | Pays        | Points |
| ---- | -------------- | -------------------- | ----------- | ------ |
| 1    | 2              | Cheryl van Deusen    | États-Unis  | 1110   |
| 2    | 3              | Virginie Atger       | France      | 1077   |
| 3    | 1              | Tereza Kopecka       | Tchéquie    | 1015   |
| 4    | 4              | Nicola Thorne        | Royaume-Uni | 981    |
| 5    | 5              | Enora Boulenger      | France      | 873    |
| 6    | 8              | Maria Alvarez Ponton | Espagne     | 866    |
| 7    | 6              | Melody Theolissat    | France      | 846    |
| 8    | 14             | Hilda Hick Donahue   | Irlande     | 841    |
| 9    | 11             | Angel Soy Coll       | Espagne     | 821    |
| 10   | 9              | Julien Goachet       | France      | 820    |

## Voltige

### Femmes
Les dix premières voltigeuses selon le classement de septembre 2015 :
| Rang | Rang précédent | Voltigeuse         | Pays        | Points |
| ---- | -------------- | ------------------ | ----------- | ------ |
| 1    | 1              | Simone h           | Suisse      | 85     |
| 2    | 2              | Lisa Wild          | Autriche    | 70     |
| 3    | 9              | Corinna Knauf      | Allemagne   | 69     |
| 4    | 10             | Kristina Boe       | Allemagne   | 60     |
| 5    | 3              | Katharina Luschin  | Autriche    | 57     |
| 6    | 6              | Hannah Eccles      | Royaume-Uni | 56     |
| 7    | 8              | Lucy Phillips      | Royaume-Uni | 53     |
| 8    | 5              | Anna Cavallaro     | Italie      | 51     |
| 9    | 7              | Daniela Fritz      | Autriche    | 50     |
| 10   | 14             | Anne-Sophie Musset | France      | 48     |

### Hommes
Les dix premiers voltigeurs selon le classement de septembre 2015 :
| Rang | Rang précédent | Voltigeur          | Pays        | Points |
| ---- | -------------- | ------------------ | ----------- | ------ |
| 1    | 3              | Jannis Drewell     | Allemagne   | 75     |
| 2    | 4              | Thomas Brüsewitz   | Allemagne   | 69     |
| 3    | 2              | Viktor Brüsewitz   | Allemagne   | 68     |
| 4    | 1              | Daniel Kaiser      | Allemagne   | 59     |
| 5    | 6              | Vincent Haennel    | France      | 56     |
| 6    | 5              | Lukas Heppler      | Suisse      | 48     |
| 7    | 10             | Clément Taillez    | France      | 48     |
| 8    | 9              | Ramin Simon Rahimi | Autriche    | 44     |
| 9    | 12             | Balázs Bence       | Hongrie     | 39     |
| 10   | 15             | Andrew Mclachlan   | Royaume-Uni | 37     |

## Reining
Les dix premiers selon les résultats au 9 décembre 2015 :
| Rang | Rang précédent | CavAlier                | Pays      | Points |
| ---- | -------------- | ----------------------- | --------- | ------ |
| 1    | 1              | Grischa Ludwig          | Allemagne | 62     |
| 2    | 2              | Giovanni Masi de Vargas | Italie    | 59     |
| 3    | 3              | Elias Ernst             | Allemagne | 52     |
| 4    | 4              | Pierluigi Fabri         | Italie    | 48     |
| 5    | 5              | Stephan Rohde           | Allemagne | 46     |
| 6    | 6              | Francesco Martinotti    | Italie    | 46     |
| 7    | 7              | Siri Haanpää            | Finlande  | 43     |
| 8    | 8              | Mona Dörr               | Allemagne | 42     |
| 9    | 9              | Verena Klein            | Allemagne | 42     |
| 10   | 10             | Daniel Schmutz          | Suisse    | 40     |